# جوزپه تورناتوره
جوزپه تورناتوره (به ایتالیایی: Giuseppe Tornatore) (زاده ۲۷ مه ۱۹۵۶، سیسیل) کارگردان و فیلمنامه‌نویس، سرشناس و صاحب‌سبک ایتالیایی است. از او به عنوان یکی از کارگردانانی یاد می‌شود که توجه و تحسین منتقدان را به سینمای ایتالیا بازگرداند.
آغاز شهرت تورناتوره، با فیلم سینما پارادیزو بود که توانست جایزه اسکار بهترین فیلم غیر انگلیسی‌زبان را به دست آورد. از فیلم‌های بعدی وی، می‌توان تشریفات ساده، افسانه ۱۹۰۰، ستاره‌ساز و مالنا را نام برد.

## فعالیت حرفه‌ای و زندگی
در باگریا نزدیکی پالرمو به دنیا آمد. تورناتوره علاقه به بازیگری و تئاتر را اطراف سن ۱۶ سالگی از خود نشان داد و توسط لوئیجی پیراندلو و ادواردو د فیلیپو به کار گماشته شد.
او در ابتدا مشغول به آزادکاری در زمینهٔ عکاسی شد؛ سپس به سینما تغییر مسیر داد.
جوزپه تورناتوره در ۲۷ می ۱۹۵۶ در باگِریا، استانی در پالرمو، متولد شد. او فرزند پپینو تورناتوره، یکی از فعالان سندیکای کارگری CGIL است. از دوران جوانی علاقه شدیدی به دنیای سینما و تصویر نشان داد. اولین آموزش‌های سینمایی او توسط عکاس و فیلم‌بردار مشهور باگریایی، میمو پینتاکودا، به او داده شد.
تورناتوره در سن شانزده سالگی توانست نمایشنامه‌هایی از لوئیجی پیراندلو و ادواردو ده فیلیپو را روی صحنه ببرد. او با بالاترین نمرات از دبیرستان کلاسیک فرانچسکو اسکادوتو در باگریا فارغ‌التحصیل شد. پیش از آنکه به طور کامل به سینما بپردازد، مدتی در دانشکده ادبیات دانشگاه پالرمو حضور داشت.
پس از شروع فعالیت‌های تئاتری، او به ساخت مستندها و برنامه‌های تلویزیونی روی آورد و مستند کوتاه Il carretto. Immagini di un'antica cultura (1979) را به صورت سوپر ۸ ساخت. در همان سال ۱۹۷۹، او به عنوان مشاور شهری در شورای شهر باگریا از حزب کمونیست ایتالیا انتخاب شد.
اولین تجربه کارگردانی او در تلویزیون در ۵ مارس ۱۹۸۱ با مستند Ritratto di un rapinatore برای شبکه رای (RAI) بود. سپس مستندهای دیگری مانند Incontro con Francesco Rosi (1981)، Le minoranze etniche in Sicilia (1982، برنده جایزه‌ای در جشنواره سالرنو)، Diario di Guttuso (1982) و Scrittori siciliani e cinema: Verga, Pirandello, Brancati e Sciascia (1983) را تولید کرد.
در سال ۱۹۸۴، با جوزپه فرارا برای فیلم Cento giorni a Palermo همکاری کرد که در آن به عنوان تهیه‌کننده، همکار فیلمنامه‌نویس و کارگردان واحد دوم فعالیت داشت. دو سال بعد، در سن ۳۰ سالگی، اولین فیلم سینمایی خود را با نام Il camorrista کارگردانی کرد. این فیلم که بر اساس رمانی از جوزپه ماراتزو ساخته شده بود، به داستان زندگی رئیس مشهور مافیای کامورا، رافائله کوتولو (که در فیلم با نام O Professore 'e Vesuviano توسط بن گازارا بازی شد) می‌پردازد.
این فیلم با استقبال خوبی از سوی منتقدان و مخاطبان روبرو شد و تورناتوره جایزه نوار نقره‌ای بهترین کارگردان تازه‌کار را کسب کرد.
آشنایی جوزپه تورناتوره با تهیه‌کننده مشهور فرانکو کریستالدی در سال ۱۹۸۸ منجر به ساخت فیلمی شد که بعدها به مشهورترین اثر او تبدیل گشت: سینما پارادیزو (Nuovo Cinema Paradiso). داستان این فیلم درباره یک کارگردان مشهور است که برای اولین بار پس از مدت‌ها به زادگاهش بازمی‌گردد، آن‌هم به مناسبت مرگ آلفردو، دوست و مربی‌اش که آپاراتچی سینمای محلی بود (شخصیتی که توسط فیلیپ نوآره بازی شد و تورناتوره آشکارا از استادش میمو پینتاکودا برای خلق این شخصیت الهام گرفته بود). این بازگشت، فرصتی برای مرور زندگی گذشته او می‌شود.
فیلم سینما پارادیزو با استقبال بی‌نظیری روبرو شد و تورناتوره را به شهرت بین‌المللی رساند. این اثر همچنین آغازگر همکاری پرثمر او با آهنگساز برجسته، انیو موریکونه بود. با وجود برخی مشکلات، از جمله تعدیل‌های مختلف و توقف نمایش فیلم در تمام سینماهای ایتالیا پس از اولین آخر هفته، این اثر موفق به کسب جایزه بزرگ هیئت داوران جشنواره فیلم کن شد و همچنین جایزه اسکار بهترین فیلم خارجی‌زبان را دریافت کرد.
با گذشت سال‌ها، این فیلم جایگاه برجسته‌ای در تاریخ سینمای ایتالیا پیدا کرده است. در سال ۱۹۸۹، تورناتوره به پاس نگارش فیلمنامه فیلم‌های کاموریستا و سینما پارادیزو، موفق به دریافت جایزه فلاویانو برای فیلمنامه ش

## فیلم‌شناسی
- ۲۰۱۶ - مکاتبه (به ایتالیایی: La corrispondenza)
- ۲۰۱۳ - بهترین پیشنهاد (به ایتالیایی: La migliore offerta)
- ۲۰۰۹ - باریا (به ایتالیایی: Baarìa)
- ۲۰۰۶ - زن ناشناخته (به ایتالیایی: La Sconosciuta)
- ۲۰۰۰ - مالنا (به ایتالیایی: Malèna)
- ۲۰۰۰ - دست‌نویس شاهزاده (تهیه‌کنندهٔ فیلم)
- ۱۹۹۸ - افسانه ۱۹۰۰ یا افسانه پیانیست روی اقیانوس (به ایتالیایی: Leggenda del pianista sull'oceano)
- ۱۹۹۵ - ستاره‌ساز (به ایتالیایی: Uomo delle stelle)
- ۱۹۹۴ - تشریفات ساده (به ایتالیایی: Una Pura formalità)
- ۱۹۹۱ - مخصوصاً یکشنبه (به ایتالیایی: Domenica specialmente)
- ۱۹۹۰ - حال همه خوب است (به ایتالیایی: Stanno tutti bene)
- ۱۹۸۸ - سینما پارادیزو (به ایتالیایی: Nuovo cinema Paradiso)
- ۱۹۸۶ - پروفسور (به ایتالیایی: Camorrista)
- ۱۹۸۴ - صد روز در پالرمو (به ایتالیایی: Cento giorni a Palermo) (تهیه‌کننده و نویسندهٔ فیلمنامه)

## جوایز
- برنده جایزه اسکار بهترین فیلم خارجی‌زبان برای کارگردانی فیلم سینما پارادیزو - ۱۹۸۹
- برنده جایزه دیوید دی دوناتلو بهترین کارگردان - ۱۹۹۶، ۱۹۹۹، ۲۰۰۷ و ۲۰۱۳
- برنده روبان نقره‌ای بهترین کارگردان - ۱۹۹۶، ۱۹۹۹، ۲۰۰۷، ۲۰۱۳
- برنده جایزه روبان نقره‌ای بهترین تهیه‌کننده - ۱۹۹۹